# Meyerhofferita
La meyerhofferita és un mineral de la classe dels borats, que pertany al grup de la inderita. Rep el seu nom del químic alemany Wilhelm Meyerhoffer (1864-1906), col·laborador de J. H. van't Hoff sobre la composició i l'origen dels minerals salins, i per ser la primera persona que va sintetitzar el compost.

## Característiques
La meyerhofferita és un borat de fórmula química CaB₃O₃(OH)₅·H₂O. Cristal·litza en el sistema triclínic. És un mineral rar que es troba en complexos cristalls aciculars, de fins a 4 centímetres, en agregats radials fibrosos divergents o nodular, normalment en cristalls reticulats. La seva duresa a l'escala de Mohs és 2.
Segons la classificació de Nickel-Strunz, la meyerhofferita pertany a «06.C - Nesotriborats» juntament amb els següents minerals: inderita, ameghinita, kurnakovita, inderborita, inyoïta, solongoïta, peprossiïta-(Ce), nifontovita i olshanskyita.

## Formació i jaciments
Es troba principalment com un producte d'alteració de la inyoïta. Va ser descoberta l'any 1914 a la mina Monte Blanco, al Comtat d'Inyo (Califòrnia, Estats Units). Sol trobar-se associada a altres minerals com: inyoïta, colemanita, hidroboracita i ulexita.